# هدونیسم

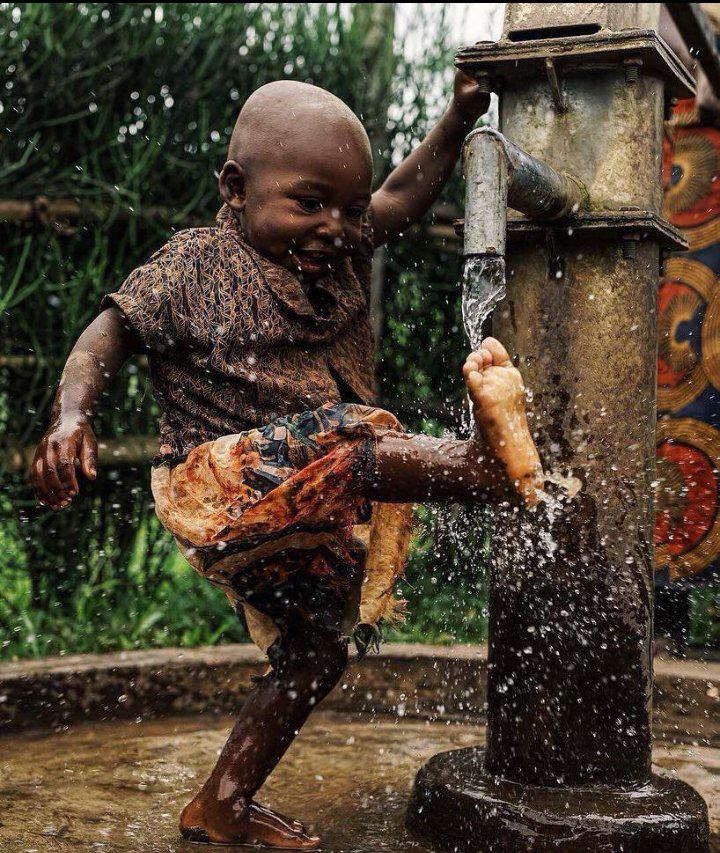
نمایش هدونیسم ابتدائی یک کودک با بازی با آب

لذت‌گرایی (لذت‌طلبی، شادی‌جویی) یا هدونیسم (به فرانسوی: Hédonisme)، مکتبی فلسفی است که یافتن لذت و شادی جویی را هدف و ارزش غایی، و مهم‌ترین پیشهٔ انسان می‌داند. واژهٔ هدونیسم، از واژهٔ یونانی هدونی به معنای «شهوت» گرفته شده است. هدونیسم یعنی فلسفه لذّت‌طلبی، عشرت‌طلبی و خوشگذرانی. پیروان این فلسفه معتقدند فرجام و هدف از زندگی تنها کسب لذّت و خوشگذرانی است. در واقع هدف و غایت اعمال را کسب لذّت معرفی می‌کنند.
اساساً هدونیسم به خانواده‌ای از نظریه‌ها گفته می‌شود که لذت نقش اصلی را در آنها بازی می‌کند و در همه آنها مشترک است. لذت‌گرایی روانشناختی یا انگیزشی بیان می‌کند که رفتار ما با تمایل به افزایش لذت و کاهش درد بیان می‌شود. از جانب دیگر، لذت‌گرایی هنجاری یا اخلاقی مربوط به این نیست که ما چگونه عمل می‌کنیم، بلکه به این است که ما باید چگونه عمل کنیم: ما باید لذت را دنبال کنیم و از درد دوری گزینیم. لذت‌گرایی بدیهی که بعضاً به عنوان بخشی از لذت‌گرایی اخلاقی تلقی می‌شود، تزهایی است که در آنها فقط لذت دارای ارزش ذاتی است.

## طبیعت و ذات لذت
لذت بردن در تمام اشکال لذت‌گرایی نقشی بنیادی دارد. این اشاره به تجربه‌ای است که احساس خوبی دارد که شامل لذت بردن از چیزی است. لذت با درد یا رنج، که نوعی احساس بد قلمداد می‌شود، در تضاد است. مباحث درون لذت‌گرایی معمولاً بیشتر بر لذت تمرکز دارند اما به عنوان جنبه منفی آن، درد در این مباحث به همان اندازه ضمنی است. لذت و درد هر دو درجه دارند و به عنوان ابعادی در نظر گرفته می‌شوند که از درجه‌های مثبت از یک نقطه خنثی به درجه منفی می‌رود. اصطلاح «خوشبختی» اغلب در این سنت به معنای تعادل لذت بر درد است.
در زبان طبیعی، اصطلاح «لذت» در درجه اول با لذت‌های حسی مانند لذت بردن از میل کردن غذا، نوشیدن یا رابطه جنسی همراه است اما در معنای عرفی و عمومی، شامل انواع تجارب مثبت یا دلپذیر از جمله لذت بردن از ورزش، تماشای غروب آفتاب یا انجام یک فعالیت ارضا کننده ذهنی است. نظریه‌های لذت تلاش می‌کنند تا مشخص کنند که این تجربیات لذت بخش بین انسان‌ها مشترک هستند، و این برای آنها ضروری است. آنها به‌طور سنتی به نظریه‌های کیفیت و نظریه‌های نگرش تقسیم می‌شوند. نظریه‌ها بیان می‌کنند که لذت خود نوعی تجربهٔ لذت بخش است، در حالی که نظریه‌های نگرش بیان می‌کنند که لذت به نوعی از تجربه خارج است، زیرا به « «نگرش آزمودنی»» تجربه بستگی دارد.
قابل قبول بودن نسخه‌های مختلف لذت‌گرایی تحت تأثیر نحوهٔ تصور طبیعت لذت است. یکی از اشکال مهم لذت‌گرایی این است که آنها قادر به ارائه یک گزارش ساده و واحد از زمینه‌های مربوط خود هستند. اما این تنها در صورتی ممکن است که لذت خود پدیده ای یکپارچه باشد. این مورد زیر سؤال رفته است، عمدتاً به دلیل طیف گسترده‌ای از تجارب لذت که به نظر می‌رسد هیچ‌یک از ویژگی‌های مشترک مشترک نیست. یکی از راه‌های پاسخ‌گویی به نظریه‌پردازان کیفیت برای پاسخ به این ایراد وارد شده به نظریه، اشاره به این است که لحن لذت‌جویانه تجربه‌ها کیفیت منظمی نیست؛ بلکه کیفیت مرتبه بالاتر است.